# Jason Osborne
Jason Osborne, född 20 mars 1994, är en tysk roddare.
Osborne tävlade för Tyskland vid olympiska sommarspelen 2016 i Rio de Janeiro, där han tillsammans med Moritz Moos slutade på 9:e plats i lättvikts-dubbelsculler. Vid olympiska sommarspelen 2020 i Tokyo tog Osborne silver tillsammans med Jonathan Rommelmann i lättvikts-dubbelsculler.